# A104公路 (俄羅斯)
A104公路（俄語：Региональная автомоби́льная доро́га А104）是連接俄羅斯首都莫斯科和莫斯科州杜布納的一條公路，全長125公里。途中經過多爾戈普魯德內、德米特羅夫等城市。
公路的莫斯科路段又稱德米特羅夫公路（Дми́тровское шоссе́，長15.5公里）。